# 霍普 (伊利諾伊州)
霍普（英語：Hope）是位於美國伊利諾伊州弗米利恩縣的一個非建制地區。該地的面積和人口皆未知。

## 地理
霍普的座標為40°12′20″N 87°54′15″W / 40.20556°N 87.90417°W，而該地的平均海拔高度為218米（即715英尺）。